# South Goa (distrikt)
South Goa (hindi: दक्षिण गोवा जिला) er et distrikt i den indiske delstat Goa. Distriktets hovedstad er Margao. 

## Demografi
Ved folketællingen i 2011 var det 639.962 indbyggere i distriktet, mod 589,095 i 2001. Den urbane befolkningen udgør 64,63 % af befolkningen.
Børn i alderen 0 til 6 år udgjorde 10,06 % i 2011 mod 11,18 % i 2001. Antallet af piger i den alder per tusinde drenge er 930 i 2011 mod 937 i 2001.